# Вечерний Екатеринбург
«Вече́рний Екатеринбу́рг» (до 1991 года — «Вече́рний Свердло́вск») — городская общественно-политическая газета в Екатеринбурге (Свердловске), выходившая с 31 декабря 1957 года. Выходила пять раз в неделю — со вторника по субботу. Тираж — от 32 тыс. экземпляров (2010). В 2019 году выпуск печатной версии газеты был прекращен, вся редакция уволена.
С 22 апреля 2020 года выходит бесплатная печатная газета (без интернет-сайта), сохранившая название «Вечерний Екатеринбург» (и продолжившая нумерацию выпусков «Вечернего Екатеринбурга»), которая выпускается МАУ «Город». Эта газета была зарегистрирована Роскомнадзором 21 февраля 2020 года.

## История газеты
Учредителем газеты был Свердловский горком КПСС (решение бюро Свердловского обкома КПСС от 12 ноября 1957 года). Одна из первых вечерних газет в СССР. Затем учредителем стал ООО «Медиа-холдинг „Уральский рабочий“».
Бывший адрес редакции: город Екатеринбург, ул. Маршала Жукова 5, 6 этаж; тел. +7 (343) 342 08 68, +7 (343) 342 08 69. Сайт: https://web.archive.org/web/20120512211526/http://vecherny-ekburg.ru/
В газете освещается общественная, социально-экономическая, культурная, спортивная жизнь Екатеринбурга.
В «Вечернем Екатеринбурге» («ВЕ») печатались официальные решения городской думы и мэра города. По состоянию на 2017 год тираж «Вечернего Екатеринбурга» превышал 20 тысяч экземпляров.

## Газета в 2017—2019 годах: переход под контроль Администрации Екатеринбурга и прекращение выхода печатной версии
В 2017—2018 годах «Вечерний Екатеринбург» уже был частной газетой, но получал финансирование из бюджета Екатеринбурга на публикацию текстов нормативно-правовых актов:
- В 2017 году — 20,4 млн руб.;
- В 2018 году — 74,7 млн руб.

В 2019 году власти Екатеринбурга отказались финансировать издание нормативно-правовых актов в «Вечернем Екатеринбурге» и зарегистрировали свое издание «Вестник Екатеринбурга». В результате прекратился выход печатной версии «Вечернего Екатеринбурга». но остался интернет-сайт. Также в конце 2019 года Администрация Екатеринбурга стала выпускать «Вестник пенсионера», на три выпуска которого потратила 3,2 млн руб..
В марте 2019 года были уволены все журналисты издания, а 31 октября 2019 года формально прекратил отношения с газетой её главный редактор Лев Кощеев. На ноябрь 2019 года в издании оставались технические сотрудники.

## Возобновление выпуска печатной версии газеты с 2020 года

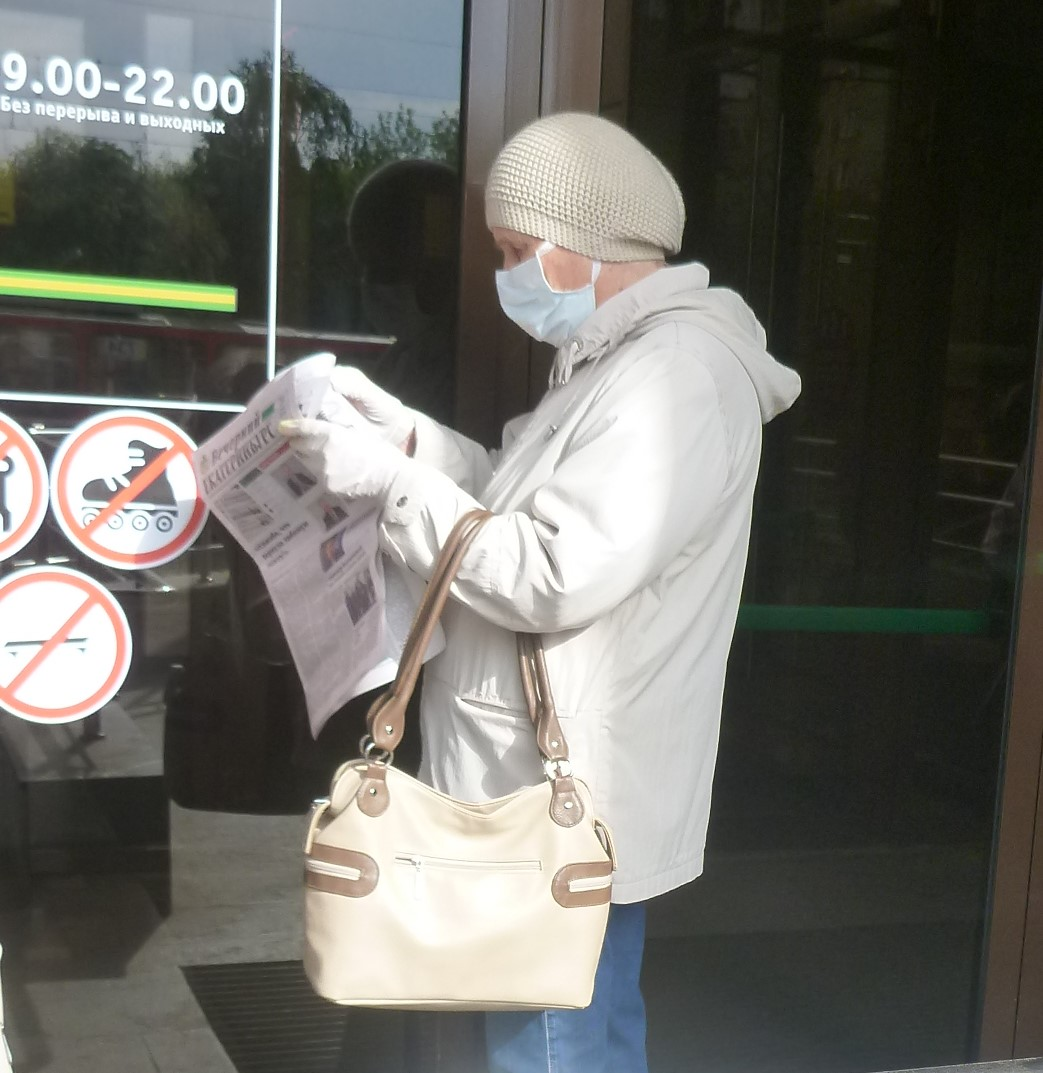
Женщина читает «Вечерний Екатеринбург» на крыльце торгового центра. Екатеринбург, 25 мая 2020 года

С 20 декабря 2019 года права на бренд «Вечерний Екатеринбург» перешли к Администрации города Екатеринбурга.
В 2020 году Россия была затронута пандемией коронавируса. Роспотребнадзор потребовал информировать население в том числе через печатные СМИ. Администрация Екатеринбурга 22 апреля 2020 года выпустила на 8 полосах тиражом 660 тысяч экземпляров номер «Вечернего Екатеринбурга», посвятив его борьбе с коронавирусом в Екатеринбурге. В выпущенном 22 апреля 2020 года номере указывалось, что учредителем «Вечернего Екатеринбурга» является МАУ «Город» (то самое учреждение, которое в 2019 году издавало в ноябре 2019 года «Вестник пенсионера»), а газета зарегистрирована в Управлении Роскомнадзора по Уральскому федеральному округу 21 февраля 2020 года. Объём номера — 8 цветных полос. Номер распространялся бесплатно. Себестоимость одного экземпляра составила 3,24 руб. (1,24 руб. — печать, 2 руб. — доставка до почтового ящика).
После возобновления печатной версии в 2020 году «Вечерний Екатеринбург» выходил нерегулярно. 21 января 2021 года Департамент информационной политики Администрации Екатеринбурга не назвал «Вечерний Екатеринбург» в числе официальных каналов распространения официальной информации Администрации Екатеринбурга:

…официальную информацию от имени Администрации города Екатеринбурга распространяет только Департамент информационной политики Администрации города Екатеринбурга, используя для этого Официальный портал Екатеринбурга екатеринбург.рф, Информационный портал Екатеринбурга www.ekburg.ru, а также официальный телеграмм-канал Пресс-службы Администрации города Екатеринбурга https://t.me/ekbaministration/.
В 2021 году первый номер газеты (он имел также № 17078) вышел только 23 апреля тиражом 300 тыс. экз. на 8 цветных полосах (все статьи газеты были не подписаны, из сотрудников редакции в выходных данных значился только главный редактор А. В. Яловец, никаких данных о том, что у издания есть сайт номер не содержал). В 2023 году во втором номере газеты (он имел также № 17103 и вышел 6 февраля 2023 года) сообщалось, что с этого номера (его тираж составил 200 тыс. экз., а объем 8 цветных полос) «Вечерний Екатеринбург» будет выходить дважды в месяц и по-прежнему распространяться бесплатно. То есть за 2021—2022 годы было выпущено всего 24 номера газеты.

Главные редакторы газеты «Вечерний Екатеринбург» (до 1991 года — «Вечерний Свердловск»):
- Николай Прокопьевич Анисимов (1957—1964);
- Станислав Федорович Мешавкин (февраль 1964 — февраль 1971 года);
- А. Д. Панфилов (1970—1973);
- Ермаков Александр Дмитриевич (1973—1985);
- Иван Васильевич Малахеев (1985—1990);
- Юрий Николаевич Бойко (1990—1999);
- В. Н. Толстенко (1999—2000);
- Т. Л. Колесникова (с 2001 года);
- Лев Леонидович Кощеев (как главный редактор медиахолдинга «Уральский рабочий») руководил «Вечерним Екатеринбургом» до 31 октября 2019 года.

Шеф-редактором «Вечернего Екатеринбурга» с 2012 года была Альфинур Толгатовна Сабирова.

В «Вечернем Свердловске» в разные годы работали:
- Владислав Петрович Крапивин;
- Александр Юрьевич Левин;
- Дмитрий Юрьевич Карасюк.

- Спортивная эстафета на призы газеты «Вечерний Екатеринбург» (58-я эстафета состоялась 19 сентября 2015 года);
- Чемпионат города по запуску бумажных самолётов на призы газеты «Вечерний Екатеринбург» (первый состоялся 1 июня 2003 года).

Летом 2021 года Администрация Екатеринбурга выпустила (тиражом 10 экземпляров) в цветовом оформлении «Вечернего Екатеринбурга» сатирическое издание (4 полосы) «Вечерний Плахотин» (Сергей Плахотин тогда занимал пост заместителя главы Екатеринбурга по политике и СМИ), в котором руководство города представлено в роли супергероев Marvel.

- Официальная страница газеты Вечерний Екатеринбург.

1. 
2. 
3. 
4. 
5. 
6. 
7. 
8. 
9. 
10. 